# Мондуцци, Дино
Дино Мондуцци (итал. Dino Monduzzi; 2 апреля 1922, Бризигелла, королевство Италия — 13 октября 2006, Ватикан) — итальянский куриальный кардинал. Титулярный архиепископ Капри с 18 декабря 1986 по 21 февраля 1998. Префект Дома Его Святейшества и префект Апостольского дворца с 18 декабря 1986 по 7 февраля 1998. Кардинал-дьякон с титулярной диаконией Сан-Себастьяно-аль-Палатино с 21 февраля 1998. 